# Lista decoraților cu Ordinul național Steaua României în grad de Mare Cruce
Aceasta este o listă cu persoanele decorate cu Ordinul național Steaua României, în grad de Mare Cruce.

## Cetățeni străini

### 1999
- Wim Van Velzen, Președinte al Uniunii Europene
- Lord Russell-Johnston, Președinte al Adunării Parlamentare a Consiliului Europei
- Leni Fischer, Președinte de onoare al Adunării Parlamentare a Consiliului Europei
- Bülent Ecevit, Prim-Ministru al Republicii Turcia
- Yildirim Akbulut, Președintele Parlamentului Republicii Turcia
- Huseyin Kivrikoglu, Șeful Statului Major General al Armatei Republicii Turcia
- Daniel Tarschys, Secretar General al Consiliului Europei
- Edmund Stoiber, Prim-Ministrul Landului Bavaria
- Christian Poncelet, Președintele Senatului Republicii Franceze
- Laurent Fabius, Președintele Adunării Naționale a Republicii Franceze
- Lionel Jospin, Prim-Ministrul Republicii Franceze
- Sanctitatea Sa Bartolomeu I, Patriarhul Constantinopolului
- Ehud Barak, Prim-Ministrul Statului Israel
- Sanctitatea Sa Diodoros I, Patriarhul Ierusalimului

### 2000
- Romano Prodi, Președintele Comisiei Europene
- George Lord Robertson of Port Ellen, Secretar general al NATO
- Maria Jose Ritta, Soția E.S. Președintele Portugaliei
- Francisco Seixas da Costa, Secretar de Stat pentru Afaceri Europene, Republica Portugheză
- Vítor da Silva Santos, Secretarul de Stat pentru Industrie și Energie, Republica Portugheză
- A.S. Prințul Consort Henrik (Henri de Laborde, conte de Monpezat), Prințul Consort al Danemarcei
- Ian Soren Haslund-Christiensen, General-Maior, Lord-Șambelan al M.S.Regina Danemarcei și al A.S.Prințul Consort
- Luzius Wildhaber, Președintele Curții Europene a Drepturilor Omului
- Sanctitatea Sa Karekin al II-lea, Catolicos și Patriarh Suprem al tuturor armenilor
- Chuan Leekpai, Primul Ministru al Regatului Thailandei
- Rosario Green, Ambasador, Secretarul pentru Relații Externe, Statele Unite Mexicane
- José Angel Gurria, Secretar al Creditului Public, Statele Unite Mexicane
- Herminio Blanco, Secretar al Comerțului și Dezvoltării Industriale, Statele Unite Mexicane
- Miguel Limón Rojas, Secretar al Educației Publice, Statele Unite Mexicane
- Roberto Miranda Sánchez, General de Brigadă D.E.M., Șeful Statului Major Prezidențial, Statele Unite Mexicane
- Juan Rebolledo, Subsecretar pentru Relații Externe, Direcția America de Nord și Europa, Statele Unite Mexicane
- David Gongora Pimentel, Președintele Curții Supreme de Justiție a Națiunii, Statele Unite Mexicane
- Maria de los Angeles Moreno, Senator, Președintele Juntei de Coordonare Politică a Înaltei Camere a Senatorilor, Statele Unite Mexicane
- Jorge G. Castaneda, Secretar pentru Relații Externe, Statele Unite Mexicane
- Marco Antonio de Oliveira Maciel, Vicepreședinte al Republicii Brazilia
- Carlos Mario Velloso, Ministru, Președintele Supremului Tribunal Federal al Braziliei
- Luiz Felipe Lampreia, Ambasador, Ministru de Stat al Relațiilor Externe, Republica Brazilia
- José Gregori, Ministru de Stat al Justiției, Republica Brazilia
- Pedro Pullen Parente, Ministru, Șef al Casei Civile a Președinției Republicii, Republica Brazilia
- Alberto Mendes Cardoso, General de divizie, Ministru, Șef al Biroului de Siguranță Instituțională al Președinției Republicii, Republica Brazilia
- Anthony William Garotinho Matheus, Guvernator al Statutului Rio de Janeiro, Republica Brazilia
- George Palade, Laureat al premiului Nobel (avansat la gradul de Colan în 2007)

### 2001
- James Carew Rosapepe, Ambasadorul Extraordinar și Plenipotențiar al Statelor Unite ale Americii la București
- Boutros Boutros-Ghali, Secretar General al Organizației Internaționale a Francofoniei (OIF)
- Walter Schwimmer, Secretar General al Consiliului Europei
- Guy Verhofstadt, Prim Ministru al Regatului Belgiei
- Bazilio Villamizar Trujillo, Președintele Camerei Reprezentanților a Republicii Columbia
- José Sarney, Senator, fost Președinte al Republicii Federative a Braziliei

### 2002
- Gil Carlos Rodriguez Iglesias, Președintele Curții de Justiție a Uniunii Europene
- Rafic Hariri, Președintele Consiliului de Miniștri al Republicii Libaneze
- Silvio Berlusconi, Președintele Consiliului de Miniștri al Republicii Italiene
- Peter Schieder, Președintele Adunării Parlamentare a Consiliului Europei, Președintele Grupului Socialist din cadrul Adunării Parlamentare a Consiliului Europei
- Pat Cox, Președintele Parlamentului European

### 2003
- Antonio Manuel de Oliveira Guterres, Președintele Internaționalei Socialiste, fost Prim Ministru al Republicii Portugheze
- Jean Claude Juncker, Prim-Ministru al Marelui Ducat de Luxemburg
- M.S. Regina Sofía, Regina Spaniei
- P.F. Christodoulos, Arhiepiscop al Atenei
- Hiroyuki Kurata, Președintele Camerei Consilierilor din Dieta Japoniei
- Douglas Bereuter, Congressman, Președinte al Adunării Parlamentare NATO

### 2004
- A.S.R. Frederik André Henrik Christian, Prinț de Danemarca, Prinț de Coroană
- A.S.R. Joachim Holger Waldemar Christian, Prinț de Danemarca
- A.S.R. Alexandra Christina, Prințesă de Danemarca
- Anders Fogh Rasmussen, Prim-Ministru al Regatului Danemarcei
- Mohamed Bedjaoui, Președintele Consiliului Constituțional al Republicii Algeriene Democratice și Populare
- S.S. Irineu, Patriarhul Ierusalimului
- A.S.R. Maria Teresa de Luxemburg, Mare Ducesă de Luxemburg
- Wolfgang Schussel, Cancelar Federal al Republicii Austria
- Jaap de Hoop Scheffer, Secretar general al NATO
- Goran Persson, Prim Ministru al Regatului Suediei
- Jean Spautz, Președintele Camerei Deputaților a Marelui Ducat de Luxemburg
- Gerhardt Schroder, Cancelarul Republicii Federale Germania
- Jean Pierre Raffarin, Prim Ministru al Republicii Franceze
- Vassillios Skouris, Președintele Curții de Justiție a Comunităților Europene

### 2007
- Liviu Librescu, Profesor Universitar, Virginia Polytechnic Institute and State University, Blacksburg (SUA) - post mortem
- Don Felipe Juan Pablo Alfonso de Borbon y Grecia , Principe de Asturias (Regatul Spaniei)
- Jose Luis Rodriguez Zapatero, Prim ministru al Regatului Spaniei

### 2008
- M. S. Regina Silvia a Suediei
- A. S. R. Prințesa de Coroană Victoria Ingrid Alice Désirée a Suediei
- Renato Raffaele Martini, Cardinal (Sfântul Scaun)
- Fernando Filoni, Arhiepiscop (Sfântul Scaun)
- Dominique Mamberti, Arhiepiscop (Sfântul Scaun)
- Gianfranco Ravasi, Arhiepiscop (Sfântul Scaun)
- Aleksandr Soljenițîn, Scriitor (Federația Rusă) - post-mortem
- Nicholas Taubman, Ambasador extraordinar și plenipotențiar al Statelor Unite ale Americii la București

### 2009
- Grigore Vieru, Poet, Republica Moldova - post-mortem
- M. S. Paola, Regina Belgienilor

### 2010
- Margaret Abela, soția președintelui Republicii Malta

### 2011
- Evelin Ilves, soția președintelui Republicii Estonia

### 2012
- Leonardo Sandri, Cardinal, prefectul Congregației pentru Bisericile Orientale
- Fra’ Carlo d’Ippolito di Sant’Ippolito, Mare Comandor, Ordinul Militar Suveran de Malta
- Jean-Pierre Mazery, Mare Cancelar, Ordinul Militar Suveran de Malta
- Mark Gitenstein, Ambasador extraordinar și plenipotențiar al Statelor Unite ale Americii la București

### 2013
- Herman Van Rompuy, Președintele Consiliului European
- Valeriu Munteanu, Deputat, Parlamentul Republicii Moldova
- Ana Guțu, Deputat, Parlamentul Republicii Moldova

### 2014
- Teofil al III-lea, Patriarh al Ierusalimului și al Întregii Palestine

### 2015
- Stefan Hell, laureat al Premiului Nobel (Republica Federală Germania)

### 2016
- Ludwig Hoffmann-Rumerstein, Mare Comandor al Ordinului Suveran de Malta
- Daniela Schadt, jurnalistă germană

### 2017
- Charles al III-lea, rege al Regatului Unit
- Michael Ray Turner, co-președinte al Grupului de prieteni ai României din Congresul Statelor Unite ale Americii

### 2018
- Jan Peter Balkenende, fost prim-ministru al Regatului Țărilor de Jos
- Curtis Scaparrotti, comandantul suprem al Forțelor Aliate din Europa (SACEUR)

### 2019
- Hans Klemm, ambasador extraordinar și plenipotențiar al Statelor Unite ale Americii la București

### 2020
- Donald Tusk, președintele Consiliului European

### 2021
- Adrian Zuckerman, ambasador extraordinar și plenipotențiar al Statelor Unite ale Americii la București

## Cetățeni români

### 1999
- Prea Fericitul Părinte Teoctist, Patriarh al Bisericii Ortodoxe Române (avansat post-mortem la gradul de Colan în 2007)
- Alexandru Todea, Cardinal, întâistătător al Bisericii Române Unite cu Roma (Greco-Catolică)

### 2000
- Eugen Proca, Profesor
- Mugur Isărescu, Primul Ministru al României (avansat la gradul de Colan în 2010)
- Doina Cornea, Luptătoare anticomunistă
- Constantin Degeratu, General de Armată, Consilier Prezidențial
- Mihail Popescu, General de Armată, M.Ap.N.
- Gheorghe Ion Mirescu, General de Corp de Armată (ret.), M.Ap.N.
- Lucian Mihai, Președintele Curții Constituționale
- Eugen Simion, Președintele Academiei Române
- Paul Florea, Președintele Curții Supreme de Justiție

### 2002
- Adrian Năstase, Prim-ministru al Guvernului României  -> decorația a fost retrasă în 2019 de președintele Klaus Iohannis.[1]

### 2006
- Ionel Haiduc, Președintele Academiei Române

### 2007
- Dan Grigore, Pianist
- P.F. Părinte Daniel, Patriarhul Bisericii Ortodoxe Române

### 2008
- Radu Beligan, Actor
- Nicolae Manolescu, Scriitor
- Mariana Nicolesco, Artist liric
- Lucian Pintilie, Regizor
- Andrei Șerban, Regizor

### 2013
- Ioanel Sinescu, Medic, membru al Academiei Române, rector al Universității de Medicină și Farmacie "Carol Davila" din București
- Irinel Popescu, Medic, președinte al Academiei de Științe Medicale

## Sursa
- Cetățeni români și străini decorați cu Ordinul Național „Steaua României”